# Trigonospila cingulata
Trigonospila cingulata är en tvåvingeart som först beskrevs av Macquart 1851.  Trigonospila cingulata ingår i släktet Trigonospila och familjen parasitflugor. Inga underarter finns listade i Catalogue of Life.